# Ordre des Chartreux
« Chartreux » redirige ici. Pour les autres significations, voir Chartreux (homonymie).
 (juin 2023).
Si vous disposez d'ouvrages ou d'articles de référence ou si vous connaissez des sites web de qualité traitant du thème abordé ici, merci de compléter l'article en donnant les références utiles à sa vérifiabilité et en les liant à la section « Notes et références ».
L'ordre des Chartreux (en latin : Ordo Cartusiensis), appelé aussi Ordre cartusien, est un ordre religieux catholique contemplatif à vœux solennels français, de type semi-érémitique, fondé en 1084 par Bruno le Chartreux et six compagnons (quatre clercs et deux laïcs).
Il prend son nom du massif de la Chartreuse, au nord de Grenoble. Depuis 2014, le ministre général de l'ordre est Dom Dysmas de Lassus.

## La communauté de la Grande Chartreuse
La vie, les coutumes et l'histoire de l'ordre sont indissociables de celles de sa maison-mère, le monastère de la Grande Chartreuse situé dans les environs de Saint-Pierre-de-Chartreuse dans le département de l'Isère en France. Le prieur, chef de l'ordre, et la communauté jouent un rôle essentiel dans la vie et l'évolution de l'ordre. Le Père général est son supérieur. Elle l'élit de concert avec les membres du chapitre général. Ses membres peuvent être élus au définitoire du chapitre général ; ils assistent directement le Révérend Père dans l'administration de l'ordre. Ils jouent surtout à l'égard de l'ordre un rôle exemplaire tacite. Jusqu'à une période relativement récente, la communauté de Chartreuse ne faisait pas l'objet de visites canoniques.

## Devise, blason, sigle

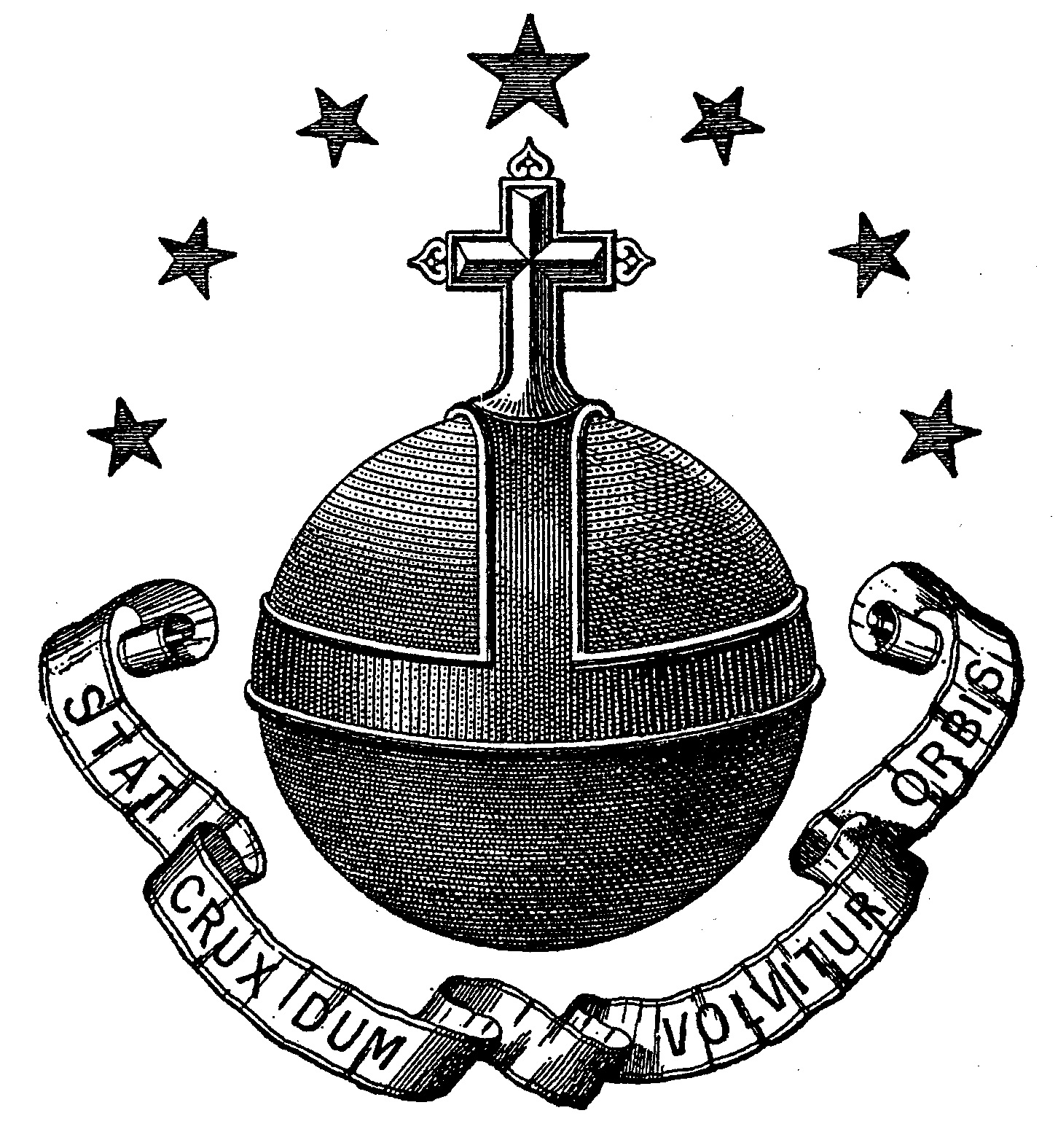
Emblème et devise de l'Ordre des Chartreux.

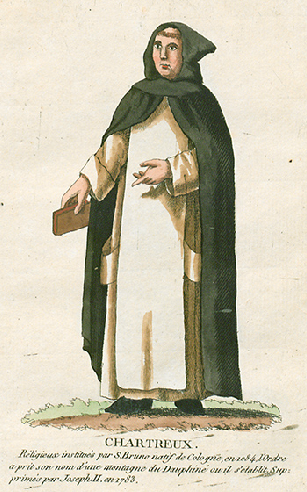
Chartreux.

La devise informelle de l'ordre des Chartreux, apparue tardivement, est « Stat Crux dum volvitur orbis » (« La Croix demeure tandis que le monde tourne »). Elle n'a aucun caractère officiel.
Le blason de l’ordre, attesté dans des documents dès le XIIIe siècle, est beaucoup plus ancien que la devise. Il comporte un globe surmonté d’une croix entourée de sept étoiles. Par humilité, les étoiles sont parfois placées sous le globe. Elles symbolisent saint Bruno et ses six compagnons dont l’arrivée à Grenoble fut annoncée par un songe prémonitoire où l’évêque saint Hugues rapporte avoir vu sept étoiles.
L'abréviation O.Cart. pour Ordo cartusiensis est utilisée par les personnes étrangères à l'Ordre pour désigner l'ordre cartusien ou ses membres. Cet usage, venu d'Amérique au cours du XXe siècle, est contraire à la tradition diplomatique de l'Ordre des Chartreux qui signent simplement « fr. N. Chartreux » en toutes lettres. La diplomatie ecclésiastique du Saint-Siège l'ignorait encore en 1965. Dans l'Annuario pontificio de l'année 2000, on trouve néanmoins le double sigle « Certosini » et « O. C. ».

## Gouvernement de l'ordre

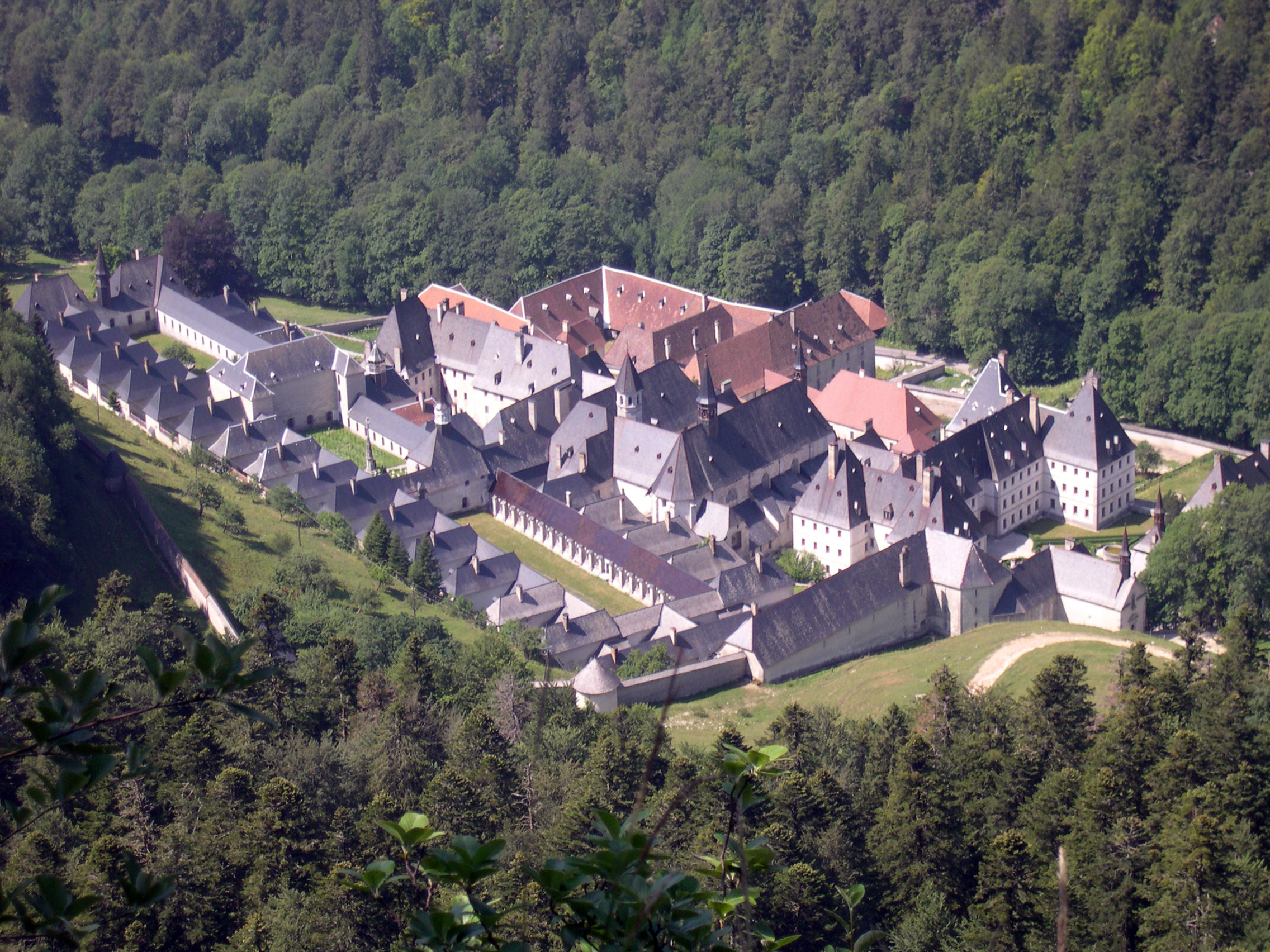
Le monastère de la Grande Chartreuse.

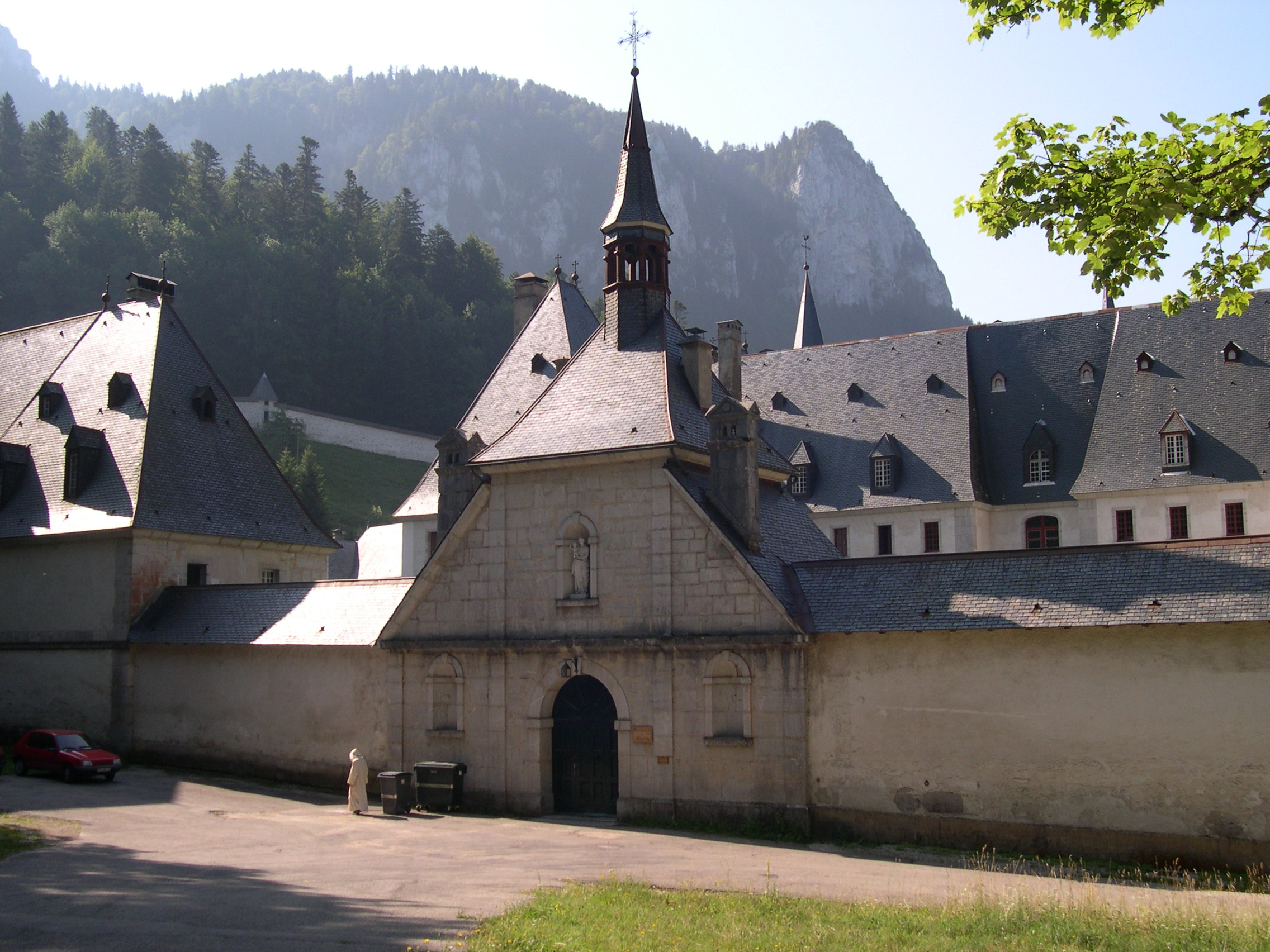
Entrée principale de la Grande Chartreuse.

L'ordre cartusien est, avec celui de Cîteaux, un des premiers ordres centralisés de l'histoire de l'Église catholique. Il est gouverné par le chapitre général qui se réunit actuellement tous les deux ans (tous les ans au Moyen Âge et à la période moderne).
Le prieur de la Grande Chartreuse a reçu — ou pris — divers titres au cours de l'histoire :
- Prior Cartusiae (Prieur de Chartreuse) : d'après les cartes (décisions) du chapitre général au Moyen Âge ;
- Donnus Cartusiae (Monsieur de Chartreuse) : cartes du chapitre général au Moyen Âge ;
- Orateur de Chartreuse (du latin orare, prier) : Dom Innocent Le Masson, prieur de la Grande Chartreuse au XVIIe siècle ;
- Révérend Père ou (Révérendissime) Père général, sans autre qualificatif ; par exemple : comme l'a dit le Révérend Père, … (sous entendu : général).

Assisté d'un Conseil (ou Conseil privé, composé de moines de la Grande Chartreuse et de quelques prieurs), il gouverne l'ordre au nom du chapitre général, qui lui délègue ses pouvoirs entre les sessions. La tradition est qu’il ne quitte pas les limites du désert de la Grande-Chartreuse pour donner à l'ordre l'exemple de la stabilité monastique. Il est assisté par un conseil et des Visiteurs qui visitent en son nom chaque maison de l'ordre, une année sur deux, entre les chapitres. Depuis 1376, il est représenté auprès du Saint-Siège par un procureur général dont le lieu de résidence, après avoir été Avignon (chartreuse Notre-Dame-du-Val-de-Bénédiction) puis Rome , est actuellement à la Chartreuse de Serra San Bruno (Calabre).
Chaque maison est dirigée par un prieur, élu par la communauté ou désigné par les instances supérieures de l'ordre. Les supérieurs ne sont pas élus pour une période donnée, mais ils doivent démissionner (« demander miséricorde », selon la formule propre à l'ordre) à chaque chapitre général qui décide de les reconduire ou non dans leurs charges ; ils peuvent aussi être déposés par les visiteurs canoniques de leur maison, mandatés par le Chapitre général. En conséquence, chaque moine qui exerce une fonction, de la plus humble à la plus élevée, peut rester en charge indéfiniment s'il exerce sa fonction à la satisfaction de tous, ou peut être déposé à tout moment en cas de problème grave. Aucun autre système de gouvernement ne permet autant de souplesse et de liberté et l'équilibre des pouvoirs. Il n'y a pas d'abbé en Chartreuse. Il est donc inapproprié de parler d'abbaye à propos des maisons de l'ordre.

## Règle, coutumes, statuts

Les différentes tenues des chartreux
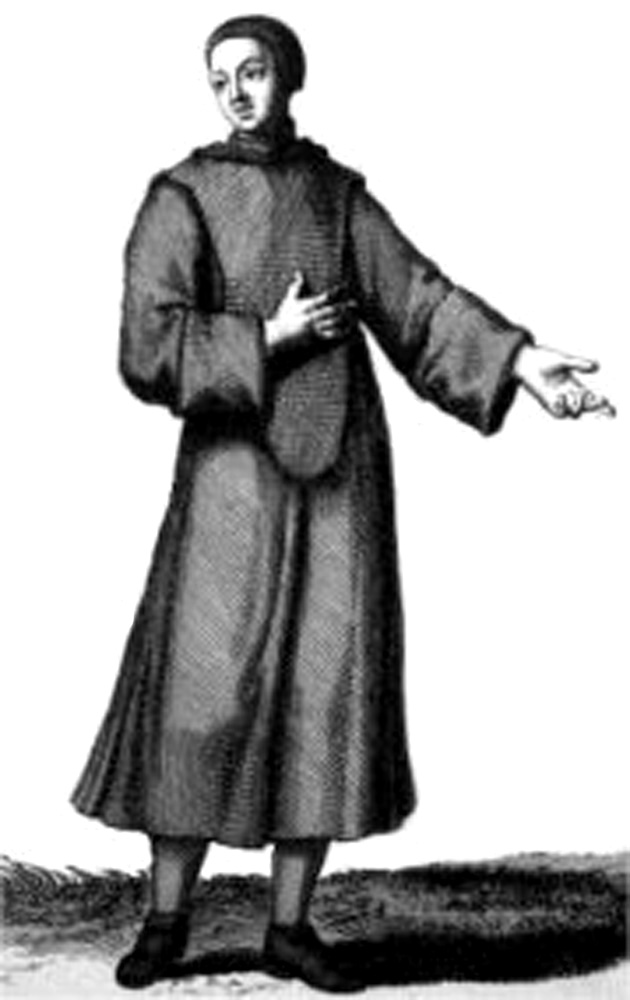
Frère donat.
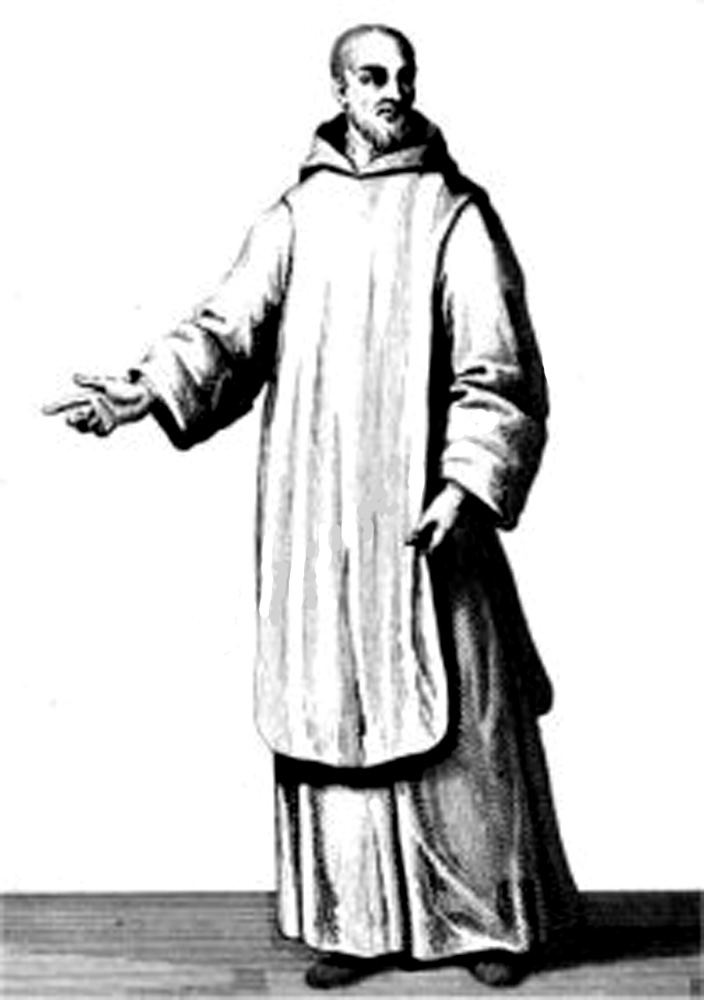
Frère convers.
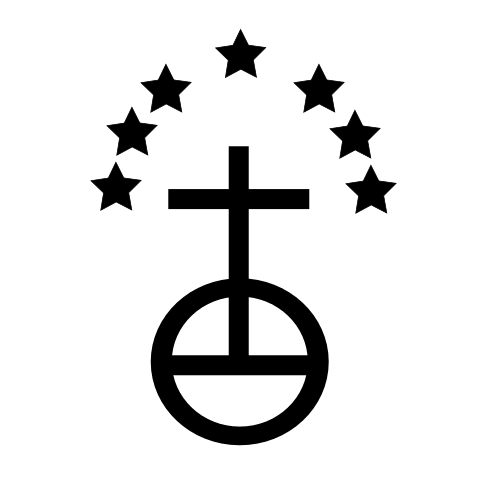
Symbole des Chartreux.
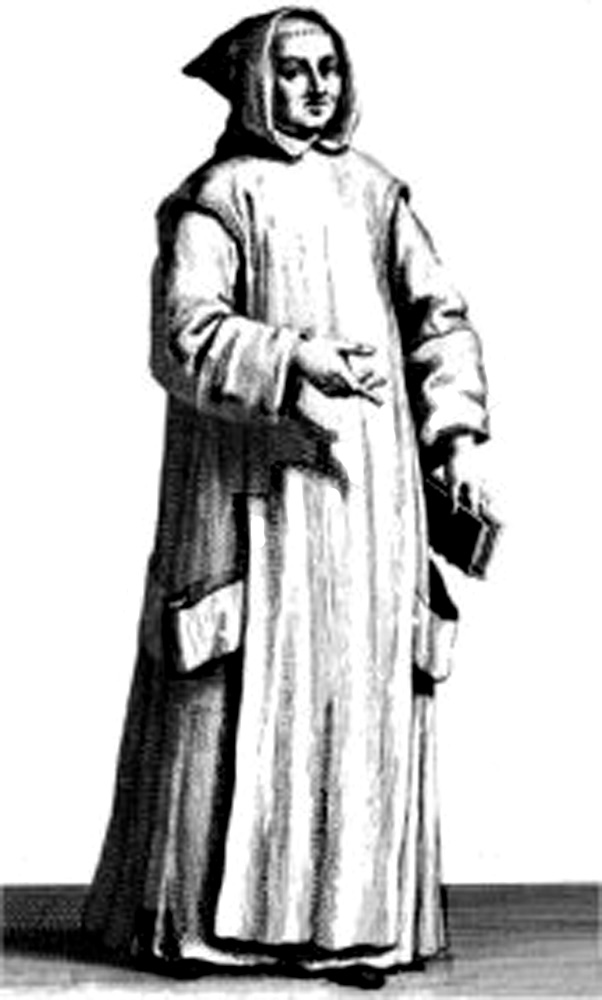
Tenue ordinaire.
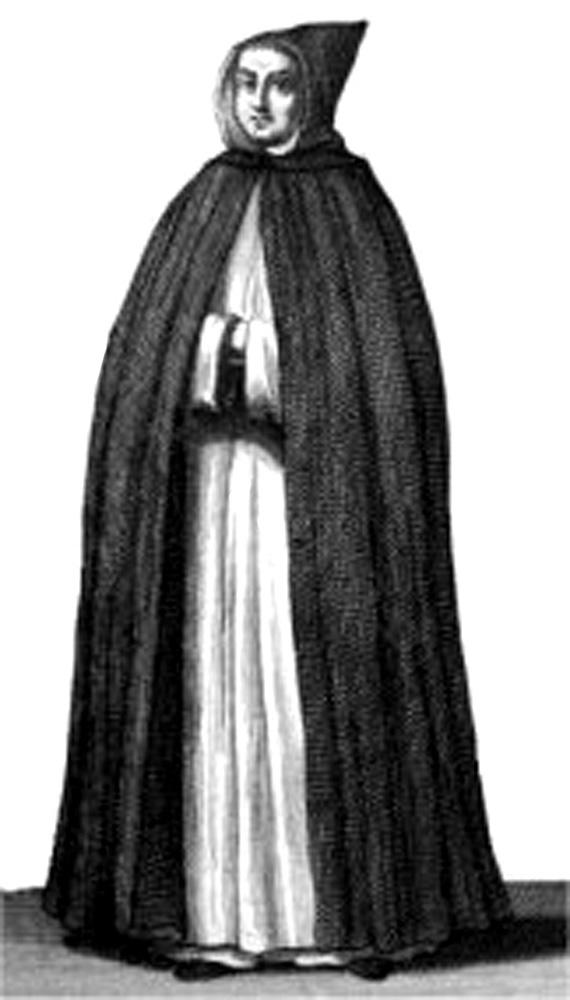
Tenue de ville.

Les Chartreux ne suivent pas la règle de saint Benoît, mais les dispositions d'un corpus coutumier évolutif, qualifié de Statuts. Seule l'organisation de la liturgie des Heures suit d'assez près la règle bénédictine.
Mises par écrit pour la première fois par Guigues vers 1127, les Consuetudines Cartusiae ou Coutumes de Chartreuse furent adaptées au fil des chapitres généraux et des exigences du droit canonique, et rééditées sous des formes et avec un contenu très différents, à plusieurs reprises.
La version actuelle des Statuts de l'ordre cartusien fut approuvée par le Chapitre général de 1987.
Les Statuts de l'ordre des Chartreux sont composés traditionnellement de deux parties :
- Le Statut proprement dit qui décrit le propos cartusien, son mode de vie, le gouvernement de l'ordre ;
- L'Ordinaire qui décrit tous les rites et la liturgie de l'ordre.

## Traits fondamentaux de la Chartreuse

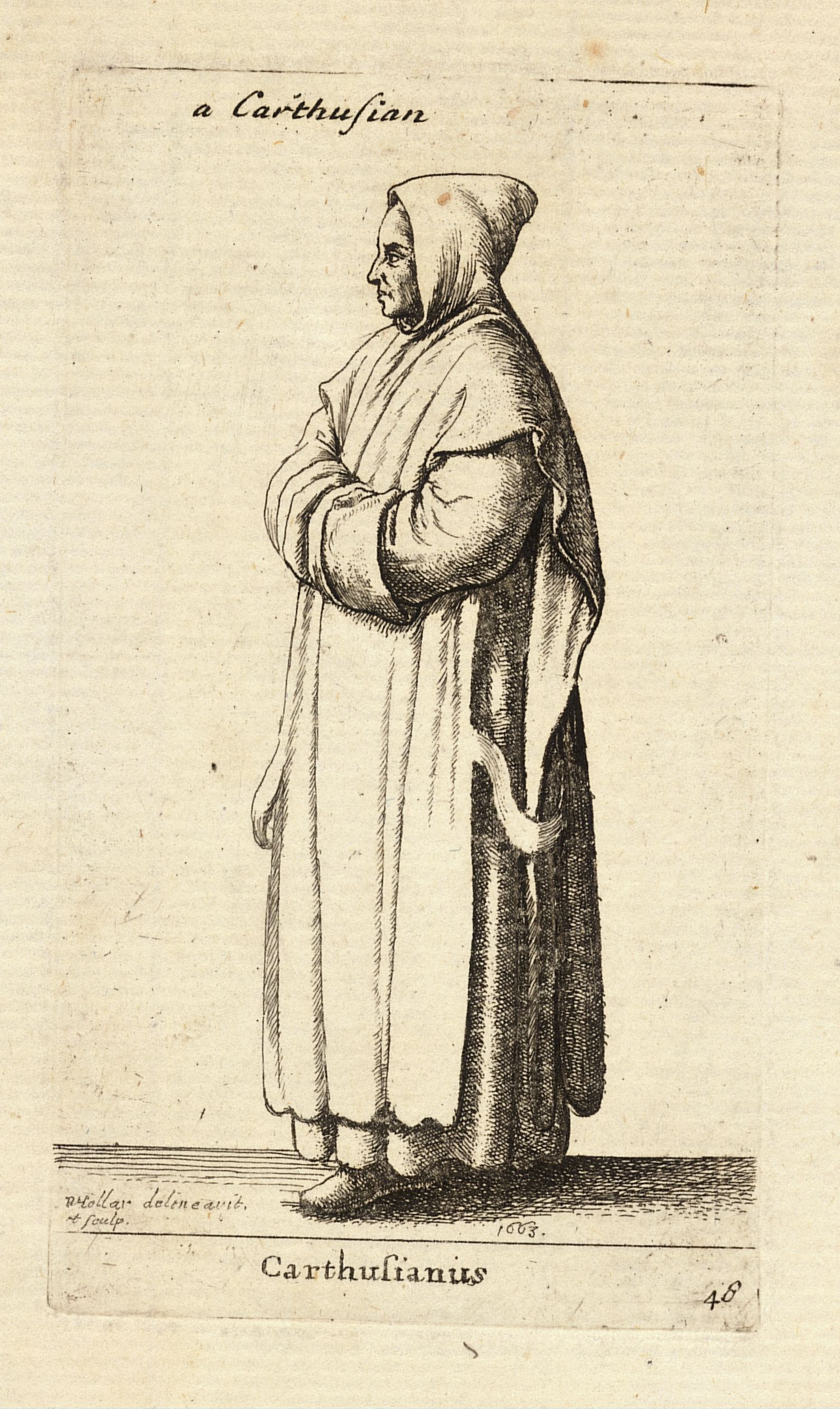
Moine des Chartreux par Wenceslas Hollar.

Cet ordre est un des plus austères : les religieux observent une clôture perpétuelle, un silence presque absolu, de fréquents jeûnes et l'abstinence complète de viande. Ils ne reçoivent la visite de leur famille que deux jours par an. Ils portent une robe de drap blanc, serrée avec une ceinture de cuir, et un scapulaire avec capuce du même drap, appelé cuculle. Ils portent en permanence le cilice maintenu à la taille par une corde appelée lombar. À l'extérieur des limites des maisons, ils portent une chape noire avec capuchon pointu, identique à celle que portent les novices pour les exercices conventuels.

« J’aimerais mieux être toujours seul que d’être obligé de vivre incessamment en présence d’autrui. Un chartreux, s’il avait du génie, pourrait reculer les bornes de l’esprit humain. C’est là qu’en creusant la méditation, l’âme active et patiente acquerrait la faculté de s’élever très haut. Le métaphysicien devrait entrer chez les chartreux plutôt que dans tout autre couvent. Vingt pages écrites par un chartreux vaudraient mieux que tous les écrits des bénédictins. Les jours sont de soixante-douze heures pour ces religieux ; voilà bien les jours qu’il me faudrait, mais je ne prendrai pas pour cela l’habit de saint Bruno.
Louis-Sébastien Mercier, Tableau de Paris  »

### La famille cartusienne
Dès 1084, le groupe des fondateurs était composé de prêtres et de laïcs qui donnèrent naissance à deux formes distinctes et complémentaires de vie cartusienne qui se sont perpétuées jusqu'à nous. Des familiers clercs ou laïcs leur furent rattachés à certaines périodes de l'histoire de l'ordre. La tendance du gouvernement de l'ordre a toujours été de les assimiler progressivement à l'un ou l'autre des groupes initiaux. Les Chartreux peuvent donc être moines ou frères.

#### Les moines du cloître
Ce sont les Pères qui sont tous prêtres ou appelés à le devenir. Aujourd'hui, tout chartreux est prêtre ou appelé à le devenir. Au Moyen Âge, tout moine du cloître était clerc ou appelé à le devenir. Jusqu'au début du XIVe siècle au moins, ce statut n'impliquait pas nécessairement la réception du sacrement de l'ordre par tous et encore moins la célébration régulière de la messe par tous. Jusqu'à cette période, les Chartreux étaient connus pour célébrer la messe moins souvent que les séculiers et religieux des autres ordres (voir Jacques de Vitry).

#### Les frères
Ce sont les frères laïcs, répartis aujourd'hui en deux catégories.
- Les frères convers, depuis les origines, ils font une profession de type monastique. Jusqu'aux réformes postérieures au concile Vatican II, ils portaient tous la barbe. Leur habit est le même que celui des Pères.
- Les frères donnés, leur vie est la même que celle des convers, mais ils portent un habit plus simple (habit de chœur blanc, sans bandes pour relier les pans de leur cuculle, autrefois brun avec un scapulaire plus court); ils ont le visage rasé ; leurs jeûnes sont moins sévères que ceux des convers ; ils ne sont pas astreints au lever de nuit quotidien.

S'y ajoutaient autrefois deux autres catégories de religieux qui furent supprimées avant la Révolution française.
- Des prébendiers.
- Des clercs rendus : les frères de cette catégorie (que l'on rencontre dès le XIIIe siècle) étaient des religieux tonsurés, certains pouvant accéder à la prêtrise, qui n'étaient pas liés par la profession monastique, mais menaient une existence intermédiaire très proche de celle des Pères du grand cloître. Ils se distinguaient surtout par une obligation moins stricte à la solitude qui permettait de leur confier des missions à l'extérieur des limites des maisons. Cette forme de vie plus souple fut supprimée à cause des abus qu'elle entraîna inévitablement, mais il ne faut pas oublier les services insignes qu'elle rendit à l'ordre et surtout le secours spirituel qu'elle permit d'apporter à des tempéraments épris de la vie cartusienne mais trop actifs pour la garde stricte et permanente de la cellule, ou encore doués pour des activités utiles à l'ordre mais incompatibles avec la stricte stabilité de la cellule.

### Un érémitisme accompagné

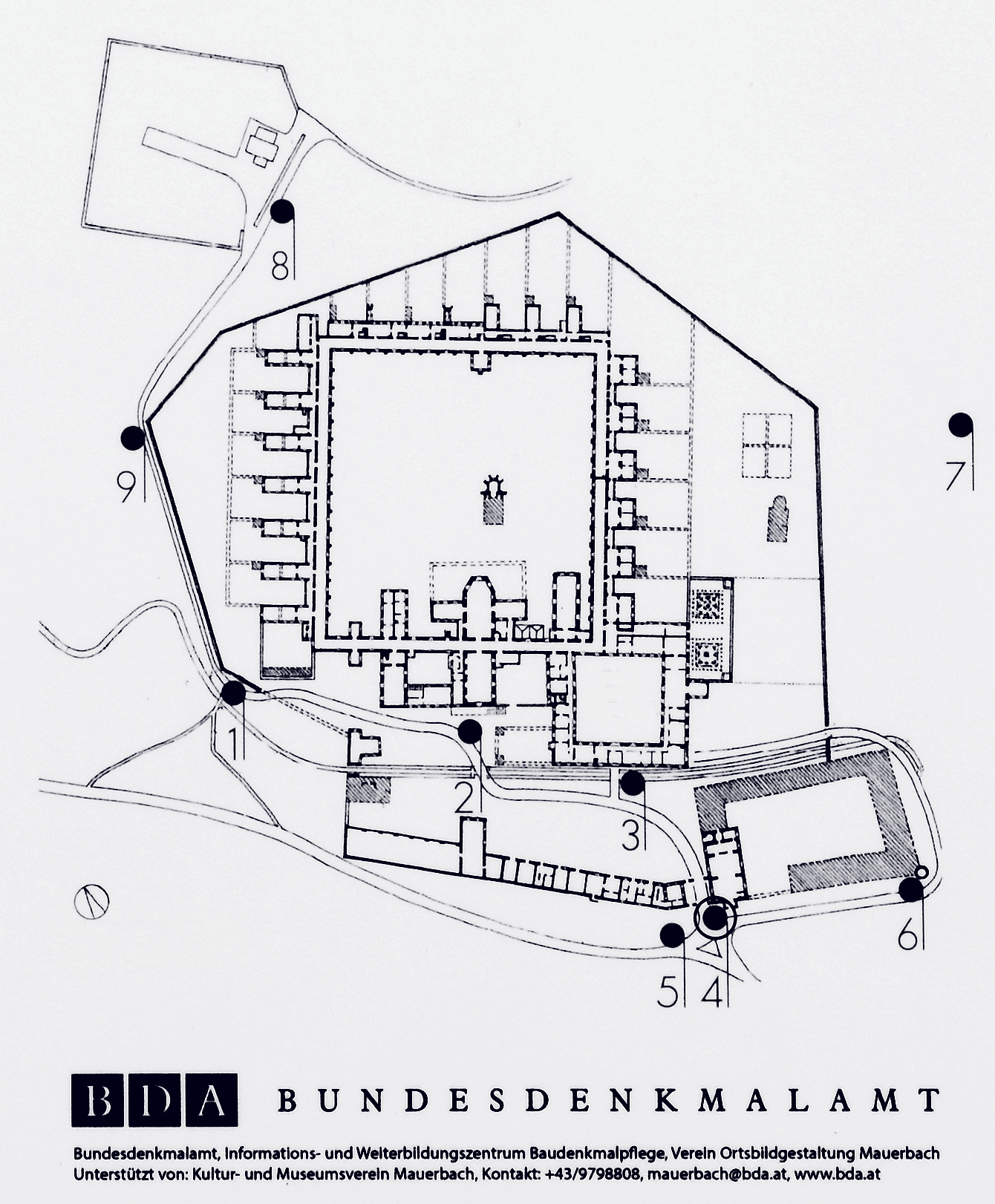
Plan typique d'une chartreuse avec ses cellules entourant le grand cloître; ici chartreuse de Mauerbach.

La vie des Chartreux est la recherche d'un équilibre entre l’érémitisme et le cénobitisme. Au sein de leur monastère, les pères partagent leur vie entre la solitude d'une maisonnette appelée cellule où ils dorment, prennent leurs repas, travaillent et prient seuls, et des moments de vie commune consacrés à la célébration du culte divin et à certains moments de détente. Ils se rassemblent tous les jours pour la messe et les vêpres ainsi que pour l'office des matines chanté au milieu de la nuit. Les dimanches et jours de fête, ils déjeunent ensemble à midi seulement et ont une récréation commune. Une fois par semaine, ils ont une promenade communautaire durant laquelle ils cheminent deux par deux et parlent librement. Cette solitude face à Dieu et à soi-même requiert des dispositions peu communes, une grande abnégation et un équilibre psychologique approprié. Les moines frères s'adonnent essentiellement aux travaux manuels nécessaires à l'entretien du couvent et à la subsistance matérielle des pères. Ils participent également à une liturgie adaptée à leur état.
Tendu vers Dieu seul, le moine chartreux mène une vie contemplative à l'écart du monde. Intégralement ordonné à la prière d'intercession, d'adoration et de louange, il ne prêche pas et refuse les correspondances spirituelles ou l'accompagnement spirituel des personnes de l'extérieur. Il s'abstient même de toute activité pastorale, sociale et intellectuelle autre que la prière et ce qui y conduit. Ces éléments ne sont pas des fins en soi, mais le revers d'un attachement privilégié à Dieu. Par son détachement du monde et son union à Dieu, le moine entend proclamer sa foi en un Dieu tellement transcendant qu'Il peut appeler des hommes à ne vivre que pour Lui. Il se veut ainsi signe et moyen d'une communion avec tous par l'union avec Celui qui est créateur et sauveur de tous. Autrement dit, la vie cartusienne est l'expression, radicale et quelque peu marginale, d'une certaine conception chrétienne des rapports du monde avec Dieu qui insiste plus sur la foi en la transcendance et en la toute-puissance du divin que sur l'implication temporelle du croyant. Elle ne peut cependant se comprendre indépendamment de la complémentarité des vocations et des formes de vie qui s'équilibrent dans l'organisme du corps tout entier de l'Église.

### Activités solitaires
Au cours de son histoire, l'ordre n'a cessé de chercher la mesure d'une activité intellectuelle épanouie qui permette à ses moines de poursuivre un voyage, sans chemin et parfois sans lumière, dont Dieu, en sa transcendance, est l'unique horizon. Une certaine vie d'étude est préconisée, orientée vers l'approfondissement des vérités de la foi par la lecture de l'Écriture sainte, des Pères de l'Église et des théologiens, de l'histoire ecclésiastique, selon les goûts et capacités de chacun. Mais ce serait un leurre de penser que la Chartreuse soit propice à la recherche intellectuelle et aux publications, même entreprises en vue du bien d'autrui. Les fatigues de l'observance, l'absence de stimuli et d'échanges, l'impossibilité de disposer d'une bibliographie renouvelée et suffisante rendent bien souvent illusoire la possibilité comme la pertinence de bien des travaux. Les impératifs du silence et de la solitude, radicalisés depuis Vatican II, autant que les exigences contraires de la formation scientifique et intellectuelle modernes, invitent à la recherche de nouveaux équilibres. Si le but naturel de la science et des études est de travailler pour les autres, le propos de vie cartusien, tel qu'il est actuellement défini, se refuse par principe à ce que cette utilité soit autre que surnaturelle et rejette, par conséquent, toute réalisation temporelle, même religieuse, pastorale ou intellectuelle extérieure à l'ordre.

### Activités caritatives de l'ordre
Les statuts de l'ordre font un devoir à tout supérieur de pratiquer abondamment l'aumône à l'égard des plus pauvres. Jusqu'au milieu du XXe siècle, les distributions de vivres aux portes des monastères, l'entretien d'hôpitaux, d'écoles et d'orphelinat n'étaient pas rares. Jusqu'aux expulsions de 1904, la Grande Chartreuse hébergeait et nourrissait de nombreux hôtes chaque jour, imitée par les maisons de l'ordre qui en avaient les moyens. Aujourd'hui les Chartreux préfèrent agir de manière plus discrète. Un père est chargé de distribuer des aumônes importantes au nom de l'ordre entier pour soutenir des activités ecclésiales, sociales ou caritatives d'envergure partout dans le monde.

## Vie spirituelle: solitude et silence

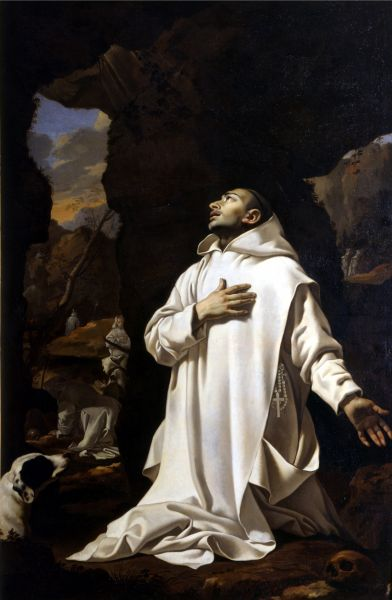
Saint Bruno le Chartreux en extase.

Les Chartreux n'ont pas de doctrine spirituelle propre. C'est leur genre de vie et leur liturgie, célébrée selon un rite propre, le rite cartusien, qui structurent leur vie spirituelle.
Aucun auteur ou livre particulier ne résume l'intégralité de celle-ci, sinon peut-être les éditions des Statuts postérieures au Concile Vatican II. Ils contiennent en effet plusieurs principes de vie spirituelle d'une grande profondeur.
Le maître-mot de la spiritualité des Chartreux est solitude, c’est-à-dire consécration totale et absolue à Dieu seul, sous la forme du renoncement aux contacts sociaux ordinaires, autant que le permet l'équilibre des personnes et la charité chrétienne.
Le silence en est le corollaire ; il n’est pas vécu en Chartreuse de manière absolue (le Chartreux parle à ses confrères, à ses supérieurs, lorsque la vie matérielle, le travail ou l’âme le demandent), mais comme une exigence intérieure qui appelle à l’écoute de Dieu seul, dont l’Absolu transcende tout discours humain et s’exprime dans une seule Parole qui est son Fils, homme comme nous, mort et ressuscité. Cette écoute est donc plus l’imitation d’un modèle de vie, Jésus-Christ adorateur du Père et vie donnée pour le salut du monde, que l’analyse d’un discours intellectuel qui se traduirait dans les paroles d'un enseignement.
L'austérité des observances monastiques n’est que l’expression institutionnelle et la traduction anthropologique de cet idéal, en particulier à travers le renoncement aux déplacements, aux visites (seuls les proches parents sont reçus deux jours par an), aux journaux, à la radio et à la télévision, au téléphone, à internet (sauf pour les supérieurs et dans des buts bien précis), aux conversations libres, à la correspondance, même spirituelle, à la musique instrumentale, etc. Son interprétation extrême va jusqu'à voir dans l'écriture et le travail intellectuel un danger possible pour une simplicité monastique conçue en dépit du réalisme anthropologique tel qu'il est ordinairement compris par la société moderne.
Silence et solitude cartusiens n’ont de sens que comme voies vers l'acceptation pauvre et patiente du mystère de Dieu. Sa transcendance, irréductible aux données de l'expérience et de la pensée humaines, s’impose au moine d’abord comme une absence douloureuse, puis comme une présence insaisissable. Associé à la déréliction du Fils sur la Croix, confronté comme tout homme à l’absence de Dieu – « Où est-il ton Dieu? » (Ps. 41, 4) « Mon Dieu, mon Dieu, pourquoi m’as-tu abandonné ? » (Ps. 21, 2) – le chartreux trouve dans la vie de Jésus, synthèse de tout ce que Dieu entend dire à l’homme et de tout ce que l'homme a à dire à Dieu, l’unique parole nécessaire à sa traversée du désert et au repos de la terre promise.
Le chemin de la vie mystique consiste alors à s’acclimater au silence de Dieu, revers de sa transcendance, au fil d'un difficile dépouillement sensible, et surtout psychique, dont le fruit est la paix.
Ce dépouillement renvoie l'homme à lui-même, à la simple existence commune à tout être humain dans sa pauvreté de chaque jour, prise en tenaille entre espoir, joies - simples - et souffrances - qui le sont un peu moins - spécialement lorsque les moyens ordinaires de la religion (liturgie, prière vocale, chant, amitié humaine, bonne parole des confrères et même lecture pieuse ou lectio divina, soutien sensible des sacrements, etc.) ne sont plus vécus que dans la nudité de la foi nue, préservée par l’observance monastique des dérivatifs qui soutiennent parfois la condition humaine mais ne lui ôtent pas ses limites. Un jour, le moine découvre que le fruit de cet effort n'est pas au bout du chemin. Il est dans la poussière qu'il foule aux pieds, le soupir de son voisin, le chant des abeilles dans les fleurs du pommier ; ils ont pris soudain pour lui le visage du Dieu qui les fait être et qui suffit à son bonheur, tellement simple qu'il en est invisible.

## La journée d'un Chartreux

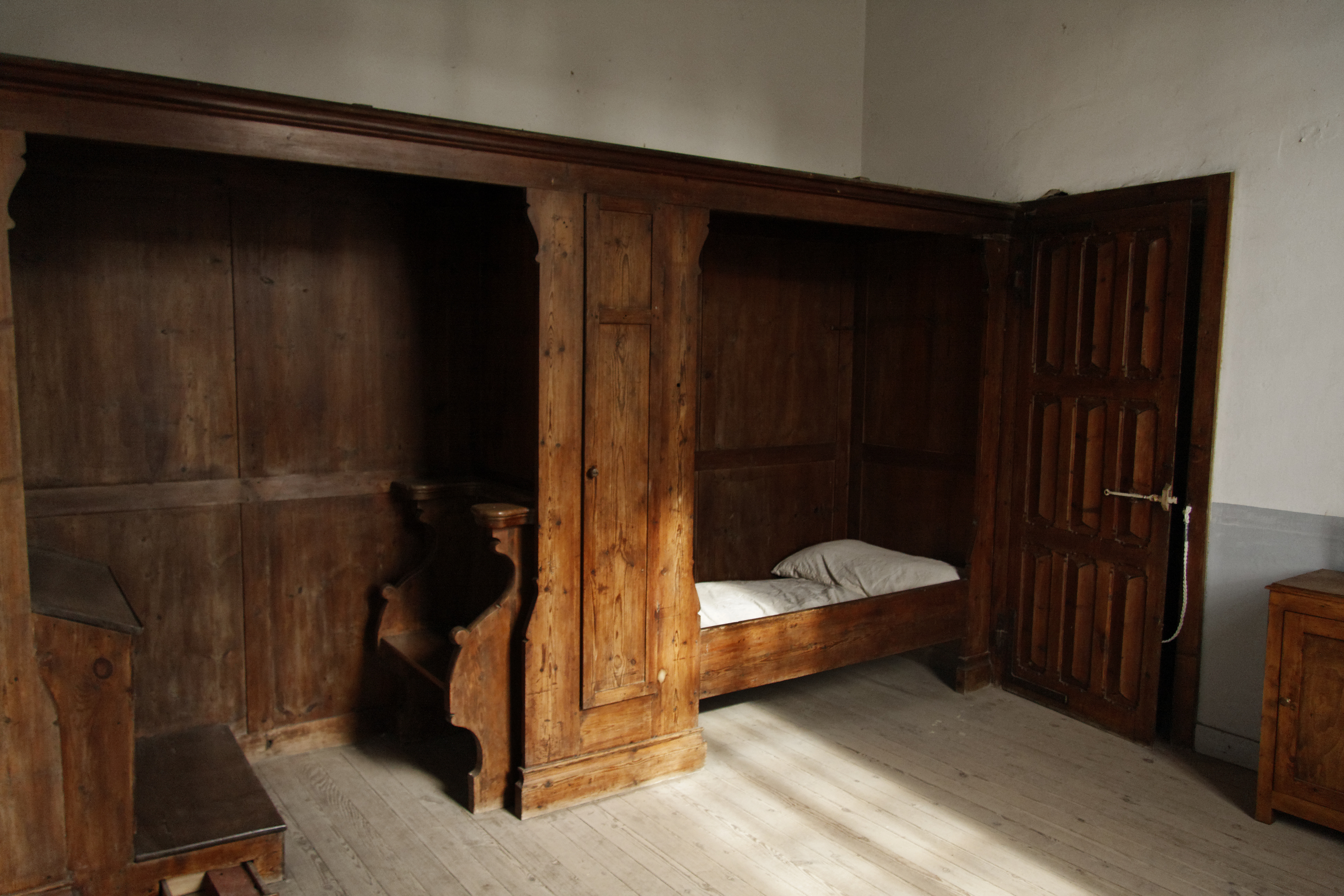
La cellule d'un chartreux (chartreuse de Neuville-sous-Montreuil).

L'essentiel de la vie du Chartreux se passe dans l'espace clos de la cellule individuelle qui est sa joie, sa croix et son chemin. Les murs qui l'entourent dessinent son unique horizon : le Ciel.

### Les Pères
Les horaires varient selon les latitudes et les maisons, selon les époques aussi. Le lever de nuit, par exemple, ne s'est pas mis en place avant les premières décennies du XVe siècle. Il n'est possible de donner ici qu'un horaire-type qui correspond aux usages du dernier quart du XXe siècle et ne reflète que peu l'organisation de la vie cartusienne antérieure au concile Vatican II. Sa fragmentation est relative, dans la mesure où il arrive que les activités des uns et des autres au service de la communauté obligent à dégager des tranches horaires plus continues. En dehors du cadre fixe des offices liturgiques et des exercices conventuels, travail manuel, étude et prière mentale sont organisés et proportionnés par chacun de manière libre et responsable.
L'horaire-type des années de formation demeure néanmoins pour tout chartreux la garantie d'un équilibre. Il n'est pas rare que de vieux moines, après des décennies passées dans l'exercice de charges conventuelles accaparantes, reviennent au soir de leur vie à la régularité des horaires de leurs premières années de formation religieuse.
| Horaire     | Objet                                    | Lieu              | Précision |
| ----------- | ---------------------------------------- | ----------------- | --- |
| 5:30        | Lever                                    | En cellule        | |
| 5:45        | Prime                                    | En cellule        | Chaque office est toujours précédé par celui de la Vierge. Ils rythment environ toutes les deux heures de la journée.                                                                                   |
| 6:15        | Angélus Oraison silencieuse              | En cellule        | |
| 6:45        | Messe conventuelle                       | À l'église        | La messe est chantée. |
| 7:45        | Messe solitaire                          | Dans une chapelle | |
| 8:30        | Action de grâce Exercices spirituels     | En cellule        | Oraison, lectio divina, chapelet… selon les envies du jour. |
| 9:00        | Tierce                                   | En cellule        | |
| 9:15        | Étude Lecture                            | En cellule        | |
| 10:00       | Travail manuel fort                      | En cellule        | Préparation du bois de chauffage, jardin, tour à bois… |
| 10:30       | Sexte                                    | En cellule        | |
| 10:45       | Repas du jour                            | En cellule        | Le repas est anticipé de trois-quarts d'heure le jour de spaciement. |
| 11:45       | Récréation                               | En cellule        | Détente, ménage, petits travaux simples… |
| 12:00       | Angélus                                  | En cellule        | Poursuite de la récréation après l'angélus. Le lundi ou le premier jour libre de la semaine, entre midi et 15:30, a lieu le « spaciement » ou promenade conventuelle hors clôture.                      |
| 12:30       | None                                     | En cellule        | L'office de None est anticipé de trois-quarts d'heure le jour de spaciement. |
| 12:45       | Étude                                    | En cellule        | |
| 13:45       | Travail manuel fort                      | En cellule        | |
| 14:45       | Vêpres de la Sainte Vierge               | En cellule        | Oraison silencieuse, lectio divina, chapelet… selon les envies du jour. |
| 15:00       | Vêpres                                   | À l'église        | L'office est chanté. Il est repoussé d'une heure environ le jour de spaciement. |
| 15:30       | Lecture spirituelle                      | En cellule        | La lecture est soit celle de la Bible, soit celle d'un auteur sacré. |
| 16:15/16:30 | Repas du soir                            | En cellule        | De Pâques au 13 septembre, le repas du soir est constitué d'un plat chaud, d'une salade, de fruits et du fromage. Du 14 septembre à Pâques, c'est une simple collation de pain et d'une boisson chaude. |
| 17:00       | Récréation                               | En cellule        | |
| 17:30       | Oraison silencieuse Exercices spirituels | En cellule        | L'oraison et l'examen de conscience sont en cellule. La confession sacramentelle se passe dans la cellule du confesseur, il faut y aller au moins une fois par semaine.                                 |
| 18:00       | Angélus Complies                         | En cellule        | |
| 18:30/19:00 | Coucher                                  | En cellule        | |
| 22:30       | Lever nocturne                           | En cellule        | |
| 22:45       | Matines de la Sainte Vierge              | En cellule        | Oraison silencieuse ou chapelet selon les envies du jour. |
| 23:15       | Matines                                  | À l'église        | L'office est chanté. |
| 1:15/2:00   | Laudes                                   | En cellule        | L'horaire est variable selon le degré des fêtes. |
| 1:35/2:15   | Coucher                                  | En cellule        | |

| Horaire     | Objet                                      | Lieu              | Précisio |
| ----------- | ------------------------------------------ | ----------------- | --- |
| 5:45        | Lever                                      | En cellule        | |
| 6:00        | Prime                                      | En cellule        | Chaque office est toujours précédé par celui de la Vierge. Ils rythment environ toutes les deux heures de la journée. |
| 6:30        | Angélus                                    | En cellule        | |
| 6:35        | Messe solitaire                            | Dans une chapelle | |
| 7:30        | Tierce de la Sainte Vierge                 | En cellule        | |
| 8:00        | Tierce Messe conventuelle                  | À l'église        | L'office est suivi de la bénédiction de l'eau (Asperges me) puis de la messe.                                         |
| 9:00        | Action de grâces Sexte de la Sainte Vierge | En cellule        | |
| 9:45        | Sexte                                      | À l'église        | |
| 10:00       | Repas du jour                              | Réfectoire        | |
| 10:30       | None de la Sainte Vierge                   | En cellule        | |
| 10:45       | Récréation                                 | En cellule        | |
| 12:00       | Angélus                                    | En cellule        | |
| 12:30       | None                                       | À l'église        | |
| 12:50       | Lecture                                    | Chapitre          | Lecture de l'évangile ou des Statuts, du martyrologe et du nécrologe conventuel.                                      |
| 13:00       | Récréation                                 | En cellule        | |
| 13:45       | Récréation commune                         | Monastère         | Cette récréation est un temps pour les moines de se retrouver en communauté.                                          |
| 15:15       | Vêpres de la Sainte Vierge                 | En cellule        | |
| 15:30       | Vêpres                                     | À l'église        | |
| 16:00       | Lecture spirituelle                        | En cellule        | |
| 16:15/16:30 | Repas du soir                              | En cellule        | Le repas est constitué d'un plat chaud, d'une salade, de fruits et du fromage, sauf pendant l'Avent et le Carême.     |
| 17:00       | Récréation                                 | Monastère         | |
| 17:30       | Oraison silencieuse Exercices spirituels   | En cellule        | |
| 18:00       | Angélus Complies                           | En cellule        | |
| 18:30/19:00 | Coucher                                    | En cellule        | |
| 22:30       | Lever nocturne                             | En cellule        | |
| 22:45       | Matines de la Sainte Vierge                | En cellule        | Oraison silencieuse ou chapelet selon les envies du jour.                                                             |
| 23:15       | Matines                                    | À l'église        | L'office est chanté.                                                                                                  |
| 1:45/2:30   | Laudes                                     | En cellule        | L'horaire est variable selon le degré des fêtes.                                                                      |
| 2:30/3:00   | Coucher                                    | En cellule        | |

### Les Frères
Les journées des frères se caractérisent par des offices liturgiques allégés et une plus grande part donnée au travail manuel. Les horaires varient selon les maisons de l'ordre. On peut cependant relever des schémas d'organisation généralement partagés entre eux.
En semaine, depuis la suppression des correries, les frères n'assistent qu'à l'office de matines et se retirent dans leur chambre, également qualifiée de cellule, pour une oraison mentale solitaire déjà prévue par les Coutumes de Guigues.
Lorsqu'ils participent à l'office au chœur, les frères ont aujourd'hui le choix entre diverses formes de participation, selon leurs goûts et leurs aptitudes :
- participation silencieuse et prière personnelle ;
- récitation des offices de Pater selon l'ancienne tradition de l'ordre ;
- participation au chant choral (ceux qui le peuvent chantent leçons et répons et imposent leurs antiennes comme les moines du cloître).

Le matin et le soir, ils ont un office commun en langue vernaculaire dans la chapelle de famille. Depuis Vatican II, la plupart assistent à la messe conventuelle chantée, mais auparavant ils assistaient à une messe dite spécialement pour eux par le Procureur ou un autre Père désigné à cet effet, toujours dans la chapelle de famille. En semaine, ils n'assistent pas aux vêpres conventuelles des Pères. Ils passent la journée à travailler dans leurs « obédiences » ou ateliers répartis dans la maison.
Le dimanche, ils assistent à tous les offices conventuels et ont en plus, généralement après les vêpres, une conférence spirituelle donnée par le Procureur ou un religieux désigné. Avant Vatican II, leur chapitre comme leur réfectoire étaient distincts de ceux des Pères. Depuis l'adoption de la langue vernaculaire pour les lectures de table et les sermons de chapitre, toute la communauté est réunie pour ces occasions.
Ne bénéficiant pas de la même solitude que les Pères, les frères n'ont de promenade commune qu'une fois par mois. Ils ne se joignent aux récréations et spaciements des Pères qu'à quelques occasions de l'année.

## Subsistance matérielle
La solitude n'a jamais permis aux Chartreux l'exploitation de grands domaines agricoles, comme leurs cousins cisterciens.
Au fil des siècles, les ressources économiques des Chartreux ont varié en fonction des circonstances socio-économiques et du contexte propre de chaque maison. Après avoir été pastorale et forestière, l'économie cartusienne traditionnelle a beaucoup bénéficié de l'exploitation de leur forge.
Avant même l'arrivée de saint Bruno en Chartreuse, les mines de fer du Dauphiné sont exploitées et leur production réputée, comme Pierre le Vénérable, abbé de Cluny, le rapporte lors d'une visite aux premiers pères. En effet, les Chartreux trouvent à leur arrivée en Chartreuse deux fabriques à feu existantes dans la vallée du Guiers-Mort qu'ils exploitent. Dès 1116, la mention d'un père faber (père des fabriques ou maître de forge) à la Grande Chartreuse montre l'importance et la compétence acquises par celle-ci dans l'art du feu. Du XIe siècle au XVIIIe siècle l'activité métallurgique des Chartreux sera essentielle à la subsistance et au développement de l'Ordre. De nombreuses chartreuses dotées de fabriques à deux fourneaux (l'un pour produire la fonte et l'autre ensuite pour produire l'acier) seront créées en Dauphiné et Savoie, chartreuse de Saint-Hugon, chartreuse d'Aillon, chartreuse du Val-Sainte-Marie, chartreuse de Durbon. De même des mines et de très vastes forêts (nécessaires à la production du charbon de bois indispensable à l'activité des fourneaux) sont acquises. Cette activité multiséculaire permettra aux pères d'être à l'origine d'innovations importantes dans l'industrie du fer dans le royaume de France. Au milieu du XVIIe siècle la production des 11 fourneaux des Chartreux a pu être estimée à la moitié de la production de la province entière. Elle sera aussi à l'origine de nombreux conflits et procès avec les seigneurs voisins, eux-mêmes exploitants, mais aussi avec l'administration royale quand l'exploitation du bois nécessaire au fonctionnement des fourneaux deviendra telle que la déforestation sera pour Louis XV un sujet politique. Les lettres patentes du 20 octobre 1723 en exigeant la destruction de certains fourneaux pour limiter la consommation de bois marquent le début de la décadence de l'activité sidérurgique cartusienne qui prendra fin avec les expropriations de la Révolution française et le remplacement progressif à la fin du siècle du charbon de bois par le coke comme combustible et apport de carbone. Cette activité multiséculaire, pré-industrielle, a nécessité une forte main d'œuvre qui ne pouvait être celle des seuls frères. C'est pourquoi tout au long de cette période les chartreuses ont alterné pour la gestion de leurs mines et fourneaux entre l'affermage, l'acensement et la gestion directe, participant ainsi à la vulgarisation des métiers et au développement d'une véritable industrie villageoise.
Depuis la fin du XIXe siècle, les moines tirent une partie de leurs revenus de la commercialisation d’une liqueur qui porte leur nom (chartreuse), mise au point à la Grande Chartreuse. Seuls deux moines du monastère en connaissent la recette secrète qui a suscité jusqu'au cours du XXe siècle bien des convoitises (vols, confiscations, chantages, y compris de la part de membres de l'ordre, etc.) Actuellement[Quand ?], l'exploitation de la liqueur est confiée à une société privée laïque, située à Voiron (Isère).
Chaque maison de Chartreux essaie autant que possible de vivre de revenus propres (dons, fermages de terres, forêts, vignes, artisanat, etc.). Mais le peu de temps consacré au travail manuel, les besoins internes de la vie quotidienne, la raréfaction des vocations et le primat de la vie contemplative interdisent toute activité économiquement rentable de la part des moines et des moniales.
L'entretien des bâtiments est une source de dépenses considérables. En cas de besoins, les revenus capitalisés de la liqueur permettent aux autorités de l'ordre d'accorder certains subsides aux maisons les plus défavorisées.

## L'hospitalité cartusienne
La conception cartusienne de l'hospitalité est conditionnée par le propos de solitude radicale qui caractérise cet ordre.
Ermites et cénobites à la fois, mais ne suivant pas la règle de saint Benoît, les Chartreux n'ont jamais adopté les principes de l'hospitalité monastique propres à la famille bénédictine. Leur accueil des personnes extérieures a considérablement varié au cours des siècles, en fonction des moyens financiers, du recrutement des maisons, des conditions locales et politiques et des relectures que les générations successives de Chartreux ont faites de leur propre idéal.
Ils ne pouvaient pour autant s'abstraire des devoirs de la charité chrétienne. Depuis le temps de Guigues - dont les Coutumes (c. 19) parlent déjà de la « frequentia » des hôtes reçus au monastère - les moines avaient toujours fait bon accueil aux personnes qui se présentaient à la porte de la Grande Chartreuse, mais dans la mesure de leurs ressources, dans celle surtout du respect de leur propos de solitude, principes qui obligeaient déjà à une certaine « discrétion » dans l'accueil réservé aux « étrangers » (les hôtes dans le langage cartusien).
En la matière, la Grande Chartreuse fonctionne comme modèle pour le reste de l'ordre.
Jusqu'à la Révolution française, l'accroissement des ressources et celui du personnel de la Grande Chartreuse eurent pour conséquence celui de l'hospitalité, apparemment sans dommage pour la solitude, les religieux se déchargeant sur un personnel laïc d'une grande part de ce travail. En 1687, Dom Le Masson apprend qu'on logeait jusqu'à quatre-vingts hôtes extérieurs à la fois à la Grande Chartreuse et que le nombre de personnes nourries chaque jour avoisinait les deux cents à certaines périodes de l'année. En 1785, on a pu avancer avec « grande exactitude » le chiffre de cinq à six mille personnes par année, soit une moyenne de seize personnes par jour, en constante augmentation jusqu'à la Révolution française. Après la restauration de 1803, cet état de fait se prolongea encore. Proportionnellement, il en allait de même dans les autres maisons de l'ordre, à proportion de leurs ressources et de leur rayonnement. Depuis la Seconde Guerre mondiale, cette attitude fit l'objet de plus en plus de réserves de la part des visiteurs canoniques, jusqu'à être radicalement stoppée dans plusieurs maisons dans le courant des années 1960-1970. Comme toujours, la Grande Chartreuse fut la première à mettre des limites strictes au flot des visiteurs, dès le retour d'exil dans les années 1950.
Les femmes ne sont jamais autorisées à pénétrer en clôture, même pour assister aux offices de profession ou de sépulture, à l'exception des membres de la suite de chefs d'État ou de souverains. Cette observance qui frappe les imaginations est pourtant commune à tous les ordres monastiques, bien qu'en général la nef des églises conventuelles y soit placée hors clôture et que des exceptions y sont parfois pratiquées avec plus de libéralité qu'en Chartreuse.

## Expansion et déclin

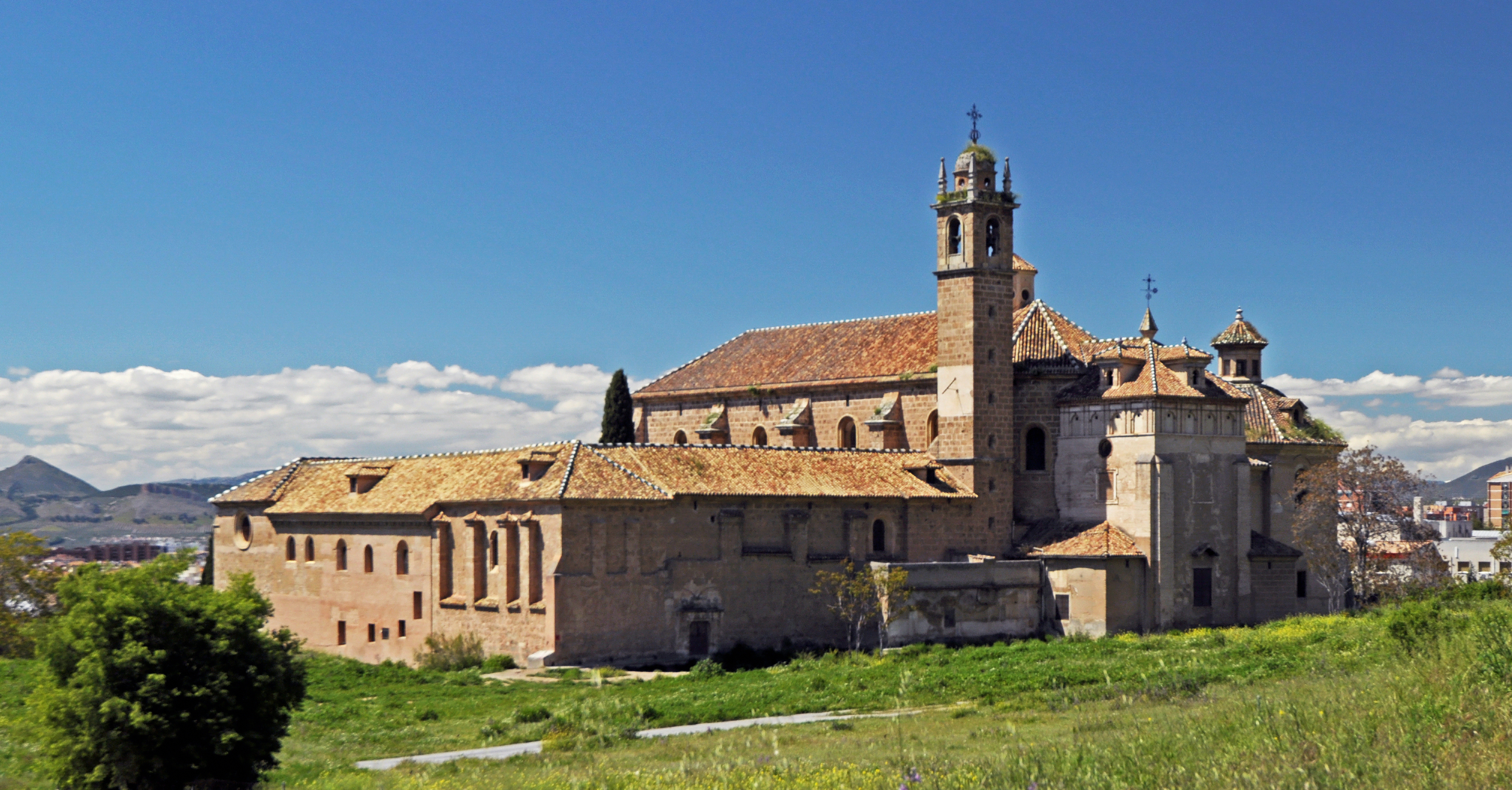
Monastère de la Chartreuse de Grenade, en Espagne, ayant accueilli des moines chartreux du XVIe siècle jusqu'en 1835.

La rigueur de la vie solitaire excluait une expansion analogue à celle des cisterciens ou des franciscains. Il fallait une vocation fervente et une nature vigoureuse pour essayer et pour persévérer. Au début du XIIIe siècle, il n'y a que 46 chartreuses (pour 530 abbayes cisterciennes), chiffres faibles par comparaison avec d'autres Ordres et qui révèlent que le nombre statutaire des Pères est dépassé en certaines maisons, que celui des Frères n'est pas atteint[pas clair]. Le développement de l'Ordre fut tardif, mais brillant, dans les siècles où semblait diminuer le monachisme.
Au XIVe siècle, on dénombre plus de cent fondations, certaines près des villes : Valenciennes en 1288, Abbeville en 1301, Noyon en 1308, Troyes en 1326, Beaune en 1328, Cahors en 1328, au XVe une quarantaine. En 1371, 150 maisons se répartissaient en 17 provinces couvrant en Europe. Le maximum fut atteint à la veille de la Réforme protestante : il y avait alors 2 300 Pères et 1 500 Frères ; à la fin du XVIIIe siècle, 2 200 Pères et 1 250 Frères. Tous les pays de la Chrétienté avaient accueilli les fils de saint Bruno, comme représentants exemplaires de l'ascétisme et de la mystique. Au XVIIIe siècle, pas une fondation et dans les deux dernières décennies, 128 suppressions. Il y eut encore 35 suppressions au XIXe siècle et 24 fondations.

## Maisons actuelles
En 2004, dix-huit maisons de moines et quatre maisons de moniales hébergent sur trois continents trois cent-trente-cinq religieux dont cent soixante-dix prêtres (ou Pères) et quarante-huit moniales (statistiques au 24 décembre 2004 d'après l'Annuario Pontificio 2006). La chartreuse d'Aula Dei à Saragosse en Espagne a fermé en 2012. En 2018, il existe dix-sept maisons de moines et cinq maisons de moniales. Les maisons de moines sont au nombre de trois en France (fondations en 1084, 1115 et 1137), trois en Espagne (1272, 1415 et 1441), deux en Italie (1091/1856 et 1358), une en Suisse (1295), une au Portugal (fondation entre 1587 et 1598), une en Allemagne (fondation en 1869 et transfert en 1962), une en Angleterre (1873), une en Slovénie (refondation en 1899), une aux États-Unis (fondation en 1951 et transfert en 1960), une au Brésil (1984), une en Argentine (1998), une en Corée du Sud (2002). Les maisons de moniales sont au nombre de deux en France, une en Italie, une en Espagne et une en Corée du Sud.

### Monastères actifs de moines

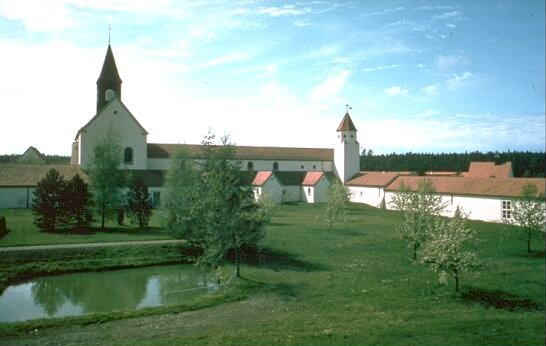
Chartreuse de Marienau en Allemagne.

#### Allemagne
- Allemagne : Kartause Marienau, Bad Wurzach, fondation en 1869 et transfert actuel en 1962.

#### Argentine
- Cartuja San José, à Deán Funes( Cordoba), fondée en 1998.

#### Brésil
- Mosteiro Nossa Senhora Medianeira, à Ivorá (Rio Grande do Sul), fondée en 1984.

#### Corée du Sud
- Chartreuse Notre-Dame de Corée près de Modong, fondation en 2002.

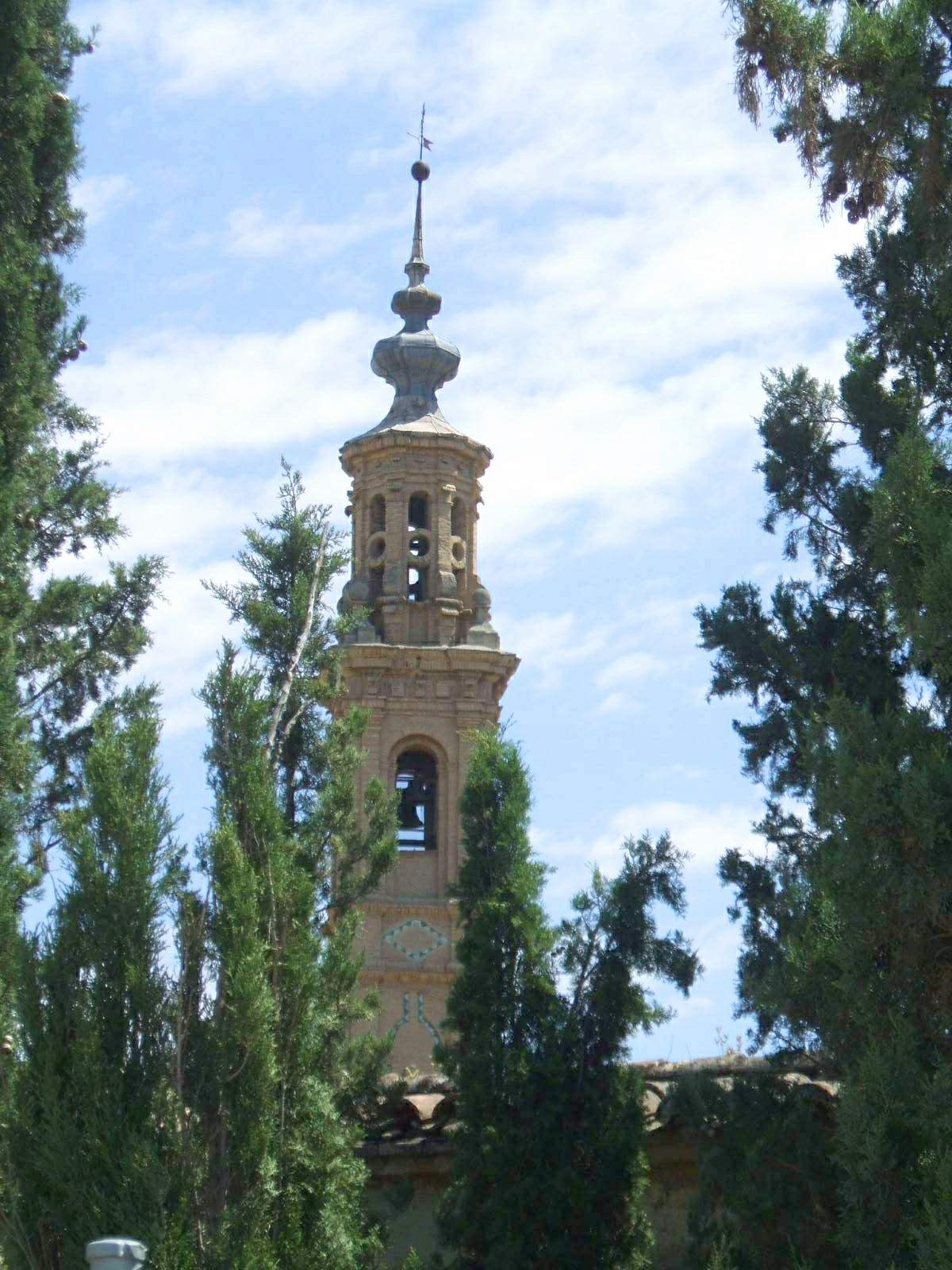
Ancienne chartreuse d'Aula Dei en Espagne, fermée en 2012.

#### Espagne
- Chartreuse Santa María de Miraflores, à Burgos, fondée en 1441 ;
- Chartreuse Notre-Dame de Montalegre, à Tiana, Barcelone), fondée en 1415 ;
- Chartreuse de Sainte Marie Porta Coeli / Cartuja de Santa María Porta Coeli, à Porta Coeli (Valencia), fondée en 1272.

#### États-Unis
- Chartreuse de la Transfiguration, à Arlington, Vermont, fondation en 1951/1960.

#### France
- Grande Chartreuse à Saint-Pierre-de-Chartreuse (Isère), fondée en 1084 ;
- Chartreuse de Montrieux à Méounes-lès-Montrieux (Var), fondée en 1137 ;
- Chartreuse de Portes à Bénonces (Ain), fondée en 1115.

#### Italie
- Chartreuse des Saints-Étienne-et-Bruno, siège du procureur général de l'ordre près le Saint-Siège, à Serra San Bruno (VV, Calabre), fondée en 1091, passe aux Cisterciens en 1193 ; repasse aux Chartreux en 1594 jusqu'en 1808. De nouveau aux Chartreux depuis 1856 ;
- Certosa di Farneta, à Maggiano, frazione de Lucques, (LU, fondée vers 1358.

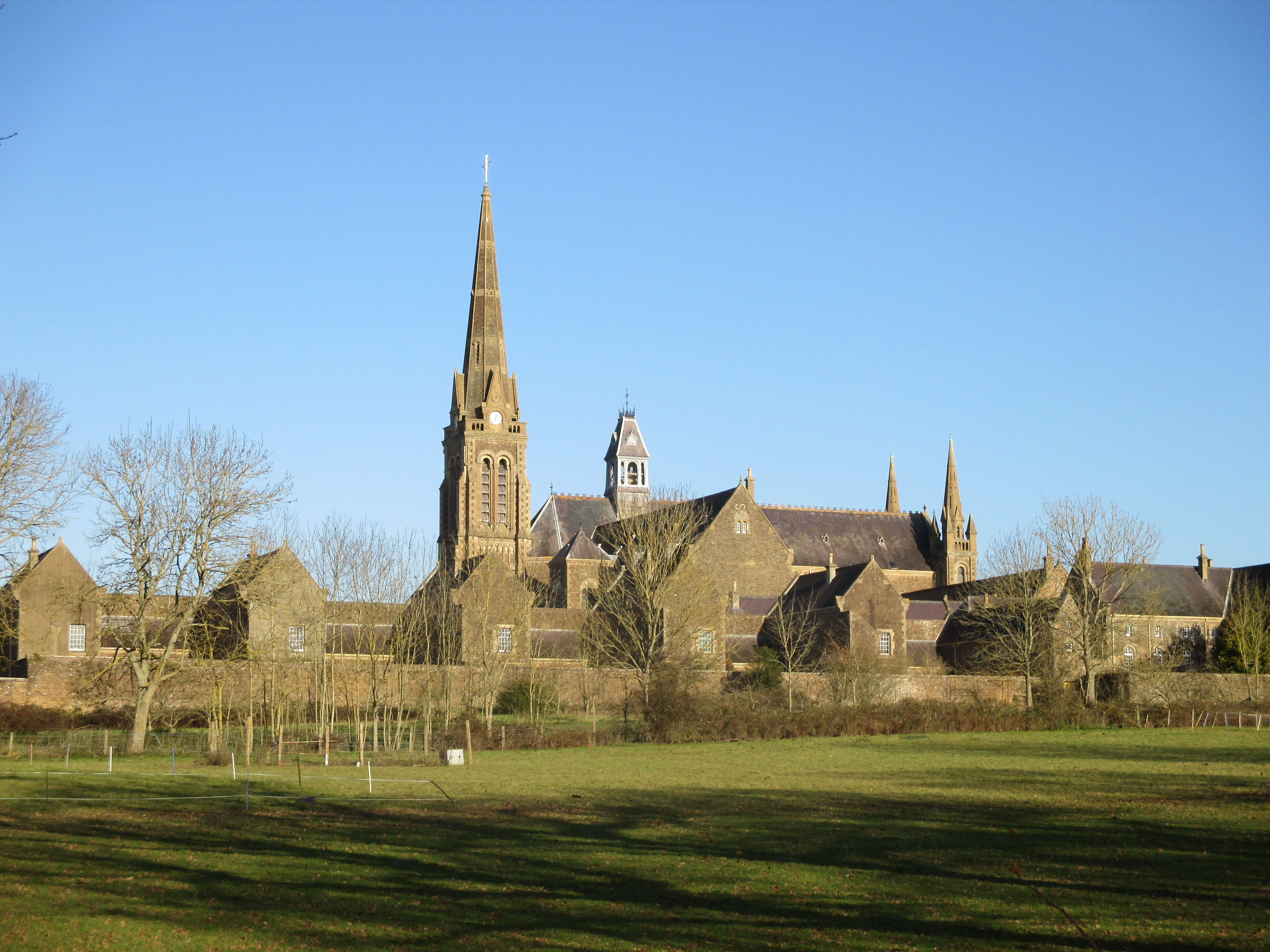
Chartreuse de Saint-Hugues en Angleterre.

#### Portugal
- Chartreuse de Sainte-Marie Scala Coeli, à Évora, dans la région de l'Alentejo, fondée entre 1587 et 1598.

#### Royaume-Uni
- Saint Hugh's Charterhouse, Partridge Green, à Horsham, dans le Sussex de l'Ouest, fondée en 1873.

#### Slovénie
- Kartuzija Pleterje, à Šentjernej (1403-1593, puis refondation en 1899).

#### Suisse
- Chartreuse de la Valsainte, à Cerniat, fondée en 1295.

### Monastères actifs de moniales
La branche féminine de l'ordre cartusien est apparue au milieu du XIIe siècle, à la suite de la demande des moniales de Prébayon en Provence, adressée à Jean d'Espagne, alors prieur de la chartreuse de Montrieux. Les chartreux adaptèrent progressivement leurs coutumes aux moniales en leur proposant à la fin du Moyen-Âge un genre de vie plus cénobitique que celui des Pères (pas de cellule individuelle ; office de nuit récité et non chanté, sauf pour les fêtes ; réfectoire quotidien). Ce n'est qu'à la suite du concile Vatican II que les moniales obtinrent progressivement la possibilité de mener une vie monastique strictement identique à celle des pères, à l'exception bien sûr de la cléricature. Depuis 1971, à la suite de la rédaction d'un Statut des moniales rénové selon les principes du Concile Vatican II, et après plusieurs essais ad experimentum, elles tiennent un chapitre général propre, indépendant de celui des pères. Ce chapitre a lieu tous les deux ans à la Grande Chartreuse, à la suite du chapitre des pères, sous la présidence du Révérend Père prieur de la Grande Chartreuse.
Leur nombre et leur proportion sont toujours demeurés inférieur à ceux des hommes.
L'ordre compte actuellement une cinquantaine de moniales, dont une vingtaine en France.

#### Corée du Sud
- Notre-Dame de l'Annonciation (fondation en cours).

#### Espagne
- Chartreuse Notre-Dame de Benifaçà, Puebla de Benitasar por Vinaroz, Castellón de la Plana.

#### France
- Chartreuse de Nonenque à 12540 Marnhagues-et-Latour (Aveyron)
- Chartreuse Notre-Dame à 04110 Reillanne (Alpes-de-Haute-Provence).

#### Italie
- Certosa della Trinità, à Dego (SV, code postal 17058).

### Centre laïc d'inspiration cartusienne
Il s'agit d'une récente tentative d'ouverture aux laïcs, pour des séjours limités, d'une ancienne chartreuse tenue par des laïcs non chartreux, mais sous le contrôle des supérieurs de l'ordre :
- France : Maison Saint-Bruno dans l'ancienne chartreuse de Sélignac (Ain).

### Bibliographie

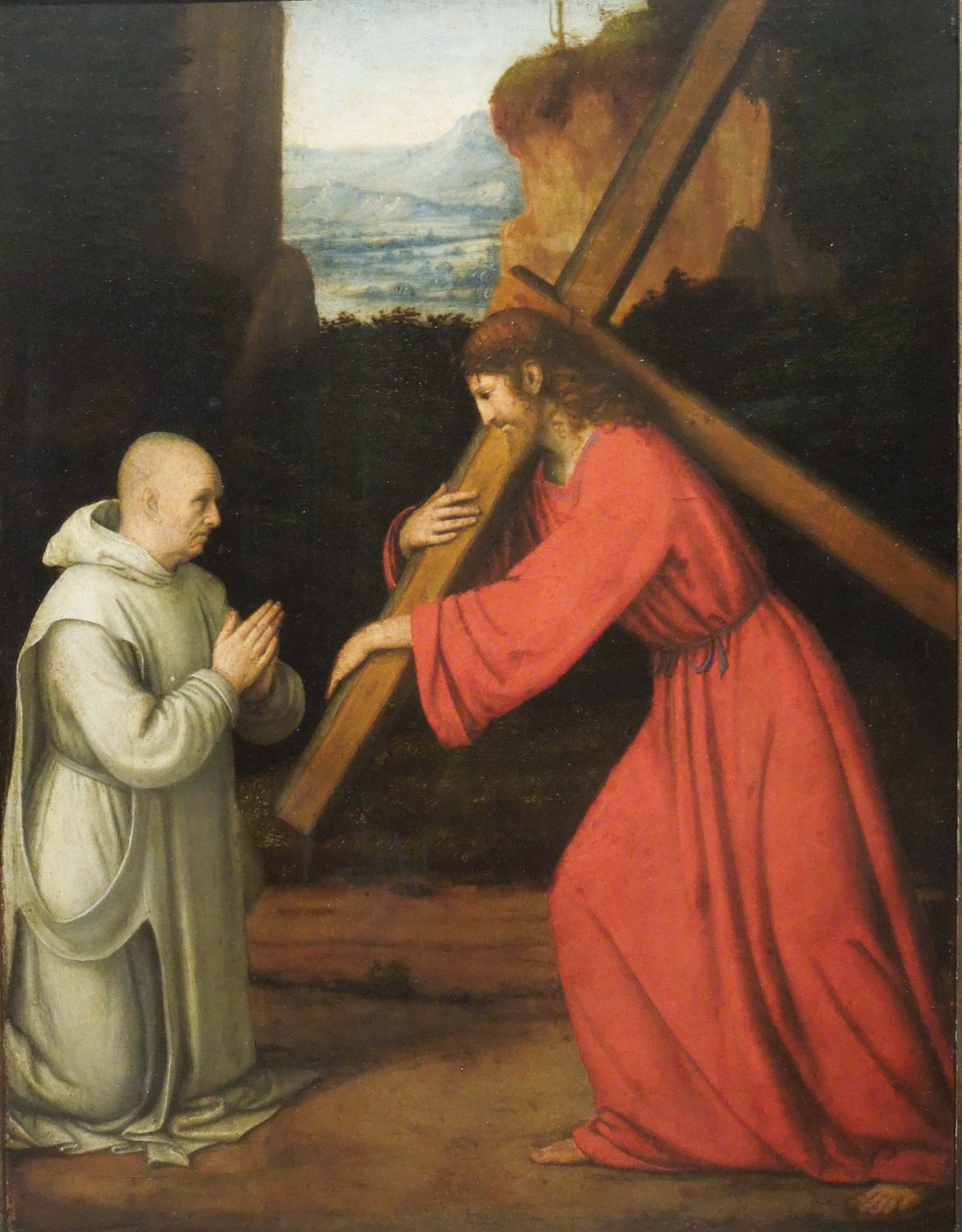
Le Christ portant sa Croix, adoré par un chartreux, Andrea Solario (1500-1510), pinacothèque Tosio Martinengo.